# Разумас, Ионас Стасевич
Ионас Стасевич Разумас — советский хозяйственный и политический деятель.

## Биография
Родился в 1929 году в Барборишкисе. Член КПСС с 1958 года.
Окончил Каунасский политехнический институт.
В 1960—1965 гг. — заместитель, первый заместитель председателя Клайпедского горисполкома.
В 1966—1975 гг. — заместитель министра коммунального хозяйства Литовской ССР.
В 1975—1984 гг. — председатель Каунасского горисполкома.
В 1984—1989 гг. — министр коммунального хозяйства Литовской ССР.
Избирался депутатом Верховного Совета Литовской ССР 9-11-го созывов.
Жил в Литве.

## Награды
- Орден Трудового Красного Знамени (1976, 1986)
- Орден Дружбы народов (1981)